# ROCS Kang Ding
Le ROCS Kang Ding (FFG-1202) (en chinois traditionnel : 岳飛 ; pinyin : Kāng Dìng) est la frégate légère furtive de tête de la classe Kang Ding  de la Marine de la république de Chine (ROCN). Son port militaire d'attache est Zuoying au sud-ouest de Taïwan.

## Historique
Il est le navire de tête d'une série de 6 unités de la classe La Fayette construite au chantier naval français de Lorient et prenant le nom de classe Kang Ding. Le 22 mars 1994, le représentant de Taïwan en France, Qiu Rongnan, a présidé la cérémonie de lancement au nom du gouvernement de la République de Chine. La livraison du navire a eu lieu en 1996.
Après avoir quitté la France, la frégate est arrivée à Taïwan le 18 mai via l'océan Atlantique, le canal de Panama et l'océan Pacifique, et est officiellement entré en service le 24 mai 1994. Son nom vient de la ville de Kangding. Aux termes du contrat, le navire a été livré sans armement et la plupart des équipements ont été installés sur la base navale de Zuoying.
Sa mission est principalement d'effectuer des opérations de défense aérienne, anti-sous-marine, d'escorte, anti-blocus et d'interception conjointe de surface autour du détroit de Taiwan.
Au début de l'année 2020, le Kang Ding fait partie de la flotte Dunmu, accompagné par le navire auxiliaire-ravitailleur ROCS Pan Shi et la frégate ROCS Yueh Fei. Lors d'une mission pour une formation aux Palaos à la mi-mars, la flotte embarque environ 750 personnes alors que la pandémie de Covid-19 se propage dans le monde depuis près de cinq mois, et depuis le mois de janvier 2020 à Taïwan. À son retour au port d'attache de Zuoying, une quarantaine est mise en place afin de respecter un délai de 30 jours depuis leur départ du territoire des Palaos, malgré l'absence de cas recensés sur l'archipel océanien. Alors qu'aucun d'entre eux ne présente de symptôme caractéristique, l'ensemble des passagers débarque le 15 avril. Néanmoins, trois cadets du Pan Shi sont diagnostiqués positifs le 18 avril, ce qui constitue les premiers cas au sein de l'Armée de la république de Chine. Après la détection de ces trois cas trois jours après ce débarquement, tous les passagers de la flotte Dunmu sont mis sous quarantaine et font l'objet d'un dépistage massif. 21 nouveaux cas du Pan Shi sont ainsi confirmés le lendemain,. La quarantaine formelle des passagers du Yueh Fei et du Kang Ding prend fin le 5 mai, aucun cas n'ayant été détecté parmi eux ; ceux du Pan Shi continuent quant à eux de faire l'objet d'un dépistage régulier, de nouveaux cas ayant été confirmés entre temps.

## Galerie

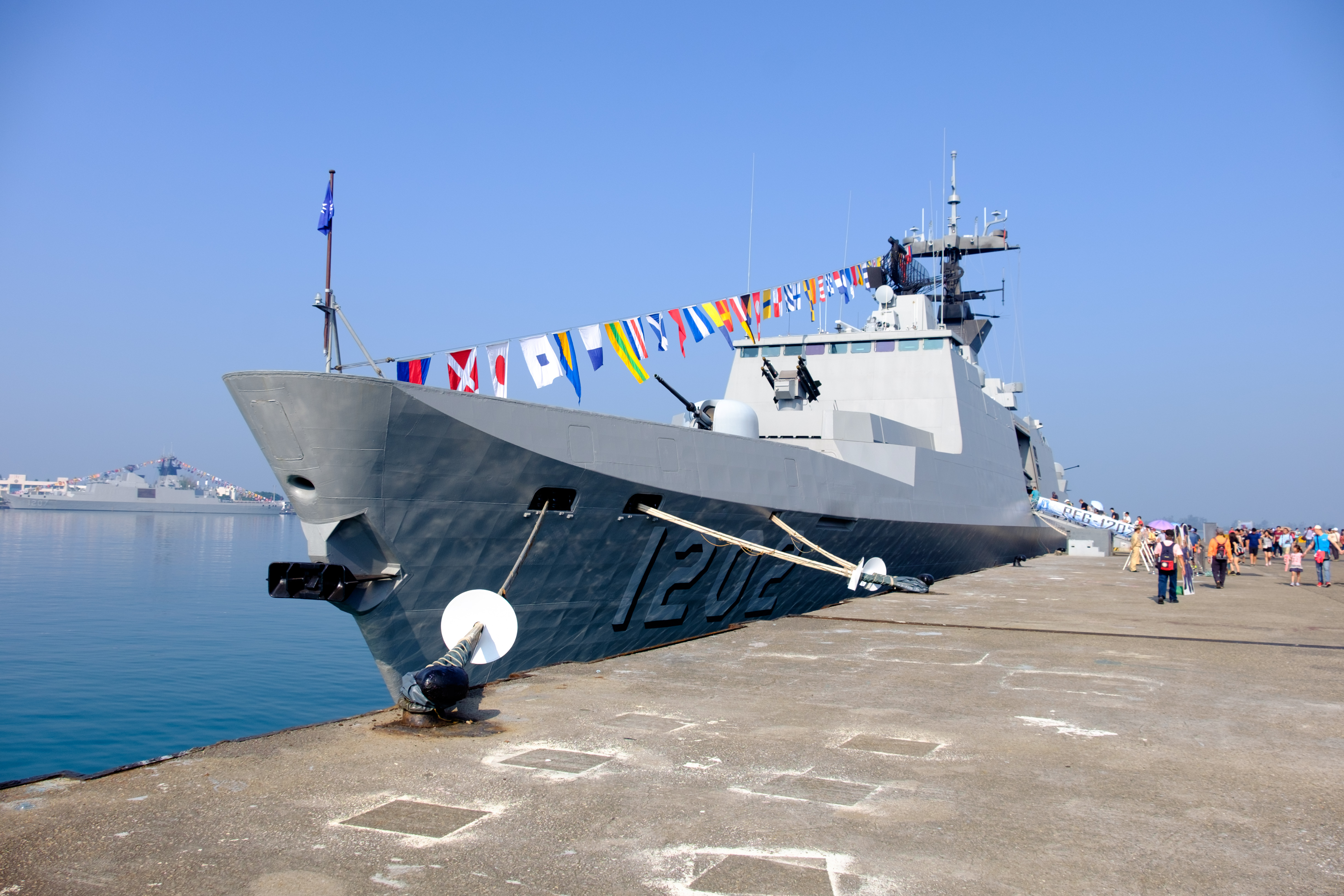
ROCS Kang Ding
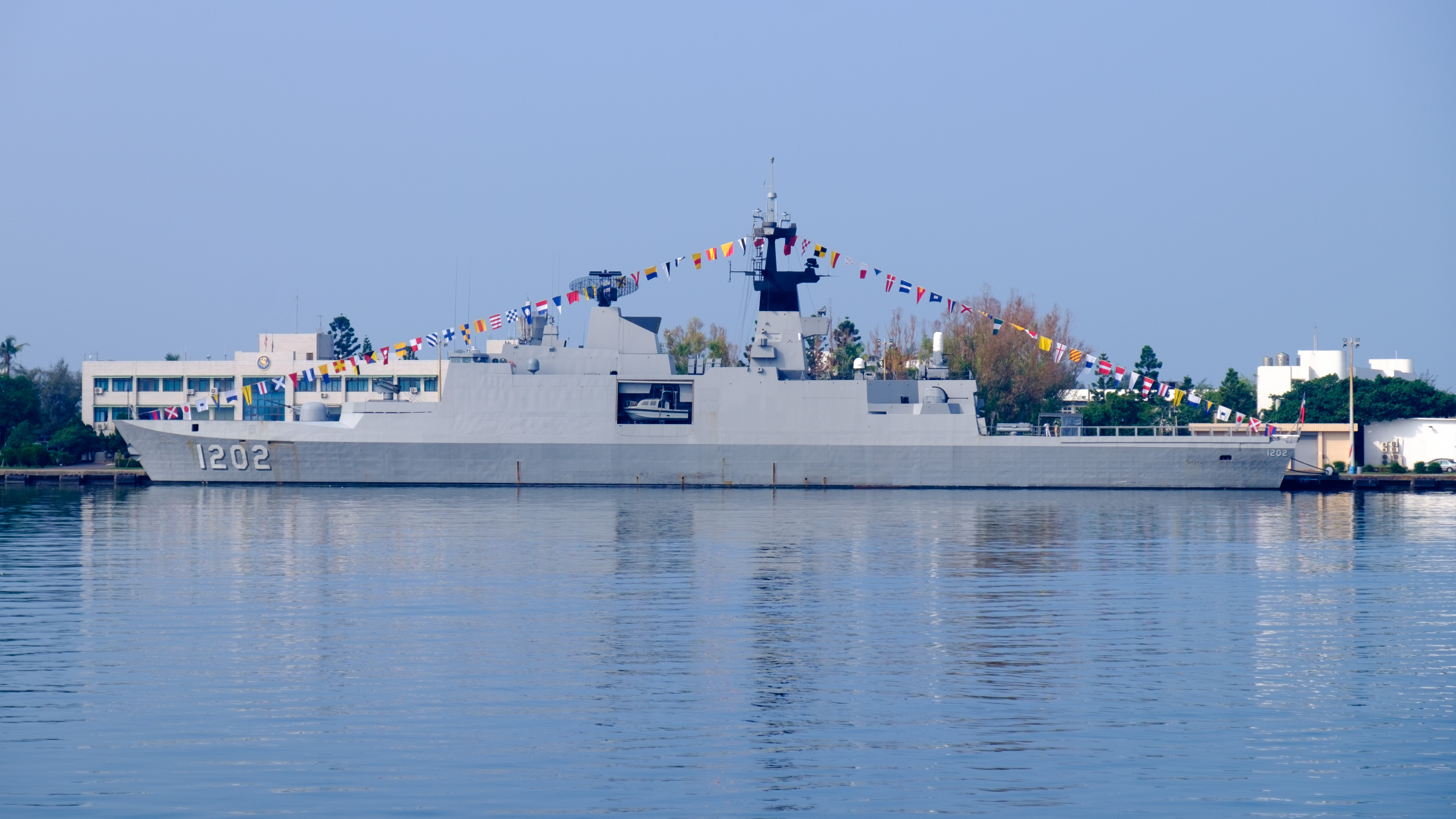
ROCS Kang Ding